# جیلان
جیلان یکی از روستاهای شهرستان شاهرود در استان سمنان ایران است.
روستای جیلان واقع در ۷۵ کیلومتری شهرستان شاهرود یکی از روستاهای تاریخی بشمار می‌آید و در دهستان کلاته‌های غربی در بخش بسطام جای دارد. جمعیت روستای جیلان بر پایه نتایج سرشماری سال ۱۳۹۵ برابر با ۶۵۲ نفر (۱۸۰ خانوار) بوده است.